# ساوت کانال (اوهایو)
ساوت کانال (به انگلیسی: South Canal) یک منطقهٔ مسکونی در ایالات متحده آمریکا است که در شهرستان ترامبل، اوهایو واقع شده‌است. ساوت کانال ۴٫۳ کیلومتر مربع مساحت و ۱٬۳۴۶ نفر جمعیت دارد و ۲۸۶ متر بالاتر از سطح دریا واقع شده‌است.